# Onychogomphus kerri
Onychogomphus kerri är en trollsländeart som beskrevs av Fraser 1933. Onychogomphus kerri ingår i släktet Onychogomphus och familjen flodtrollsländor. IUCN kategoriserar arten globalt som otillräckligt studerad. Inga underarter finns listade i Catalogue of Life.